# لاري جونسون (لاعب كرة قدم)
لاري جونسون (بالإنجليزية: Larry Johnson)‏ (و. 1979  م) هو لاعب كرة قدم أمريكية، من الولايات المتحدة، يلعب كراكض للخلف ‏.

## التعليم
تعلم في State College Area High School ‏، وجامعة ولاية بنسلفانيا.

## روابط خارجية
- لاري جونسون على موقع مرجع كرة القدم المحترفة.كوم (الإنجليزية)
- لاري جونسون على موقع كلية كرة القدم في سبورتس رفرنس.كوم (الإنجليزية)